# Corps de Negri

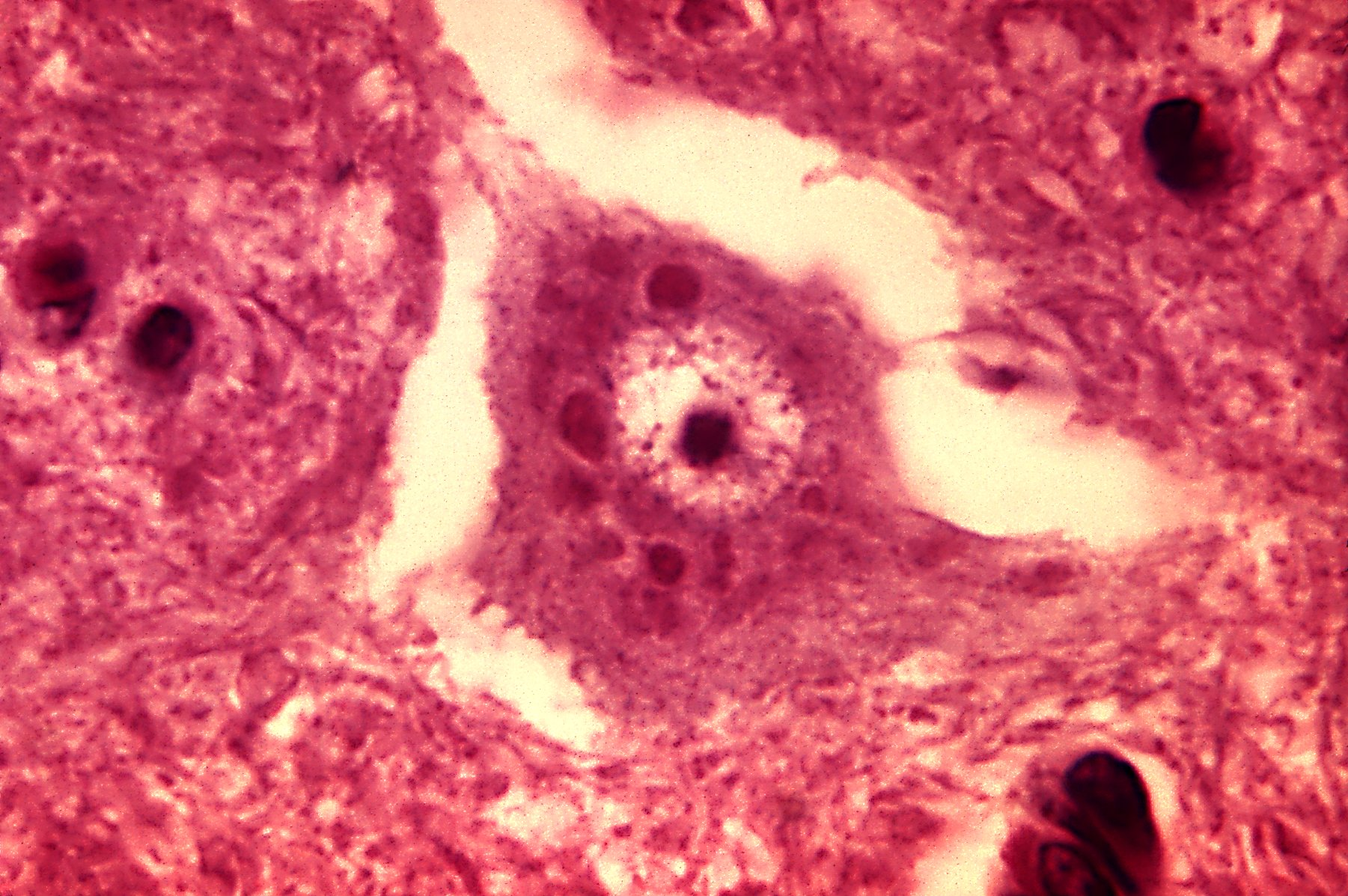
Corps de Negri révélés par coloration à l'éosine d'une coupe de cerveau provenant d'un hôte contaminé.

Le corps de Negri est une inclusion cytoplasmique éosinophile trouvée dans le cytoplasme des cellules neuronales infectées par le virus de la rage. Ils sont observés dans 70 % à 80 % des cas d'infection. Elles correspondent à une accumulation d’éléments issus du cycle de multiplication viral, en particulier des particules virales assemblées ou non.
Ce type d'inclusion est fréquemment rencontré dans les cellules infectées par un virus et portent traditionnellement le nom de leur découvreur, ici celui du microbiologiste italien Adelchi Negri. Ils auraient par ailleurs été découverts indépendamment par le microbiologiste roumain Victor Babeș. 
Avant l'avènement de la biologie moléculaire, leur observation avait une valeur diagnostique.